# Oscar Engsund
Gustav Oscar Teodor Engsund, född 3 augusti 1993 i Domkyrkoförsamlingen i Göteborg, är en svensk ishockeyspelare (back) som spelar för Luleå HF i Svenska Hockeyligan. Engsund är uppvuxen i Oskarshamn.
Han är tvillingbror med ishockeyspelaren Filiph Engsund.

## Meriter
- SM-silver 2022
- CHL-final 2023